# Phà Đánh
Phà Đánh là một xã thuộc huyện Kỳ Sơn, tỉnh Nghệ An, Việt Nam.
Xã Phà Đánh có diện tích 60,58 km², dân số năm 1999 là 2340 người, mật độ dân số đạt 39 người/km².